# Edward Aloysius Kenney

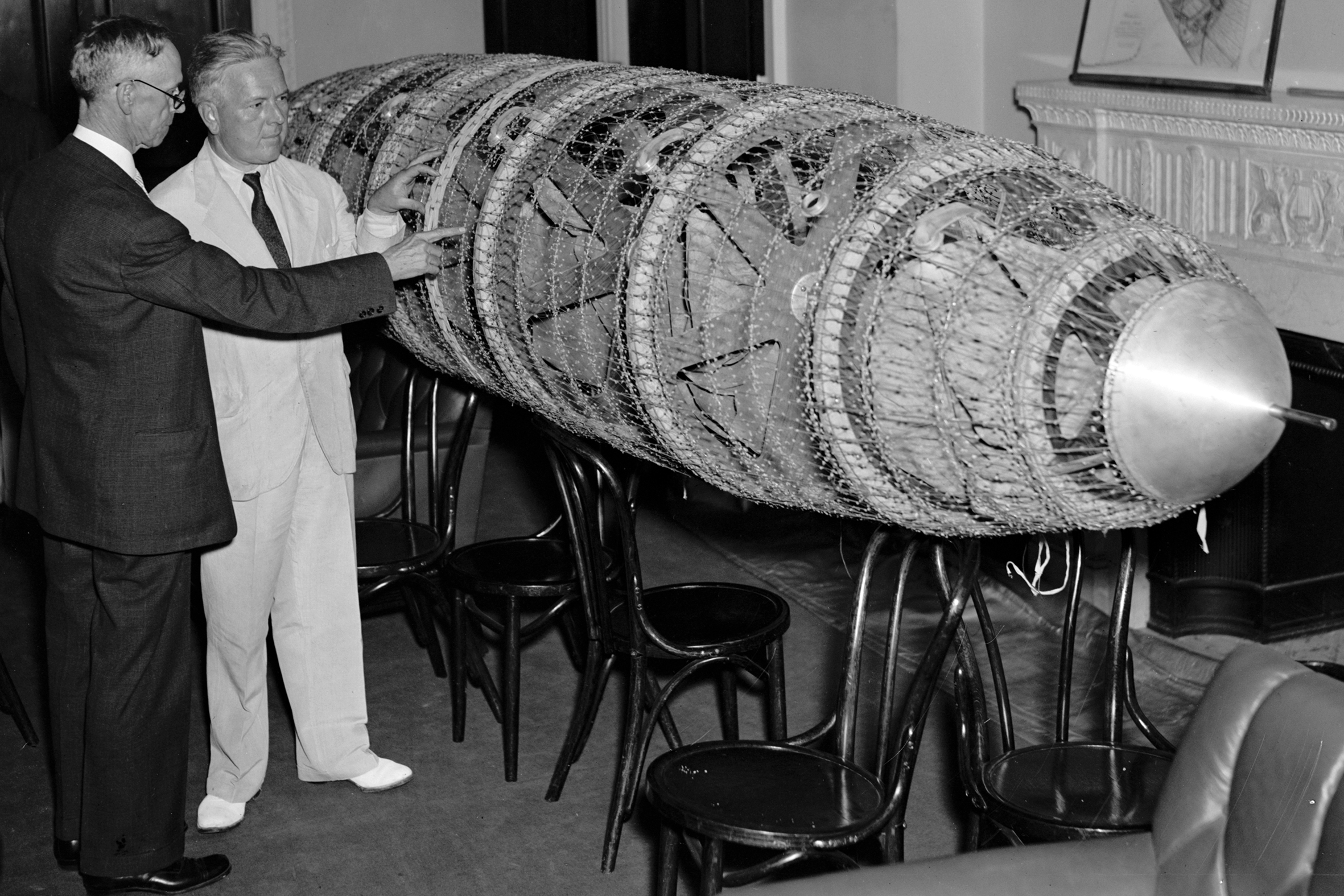
Edward Aloysius Kenney (2. von links) bei der Vorstellung eines Luftschiffmodells im Kongress (1937)

Edward Aloysius Kenney (* 11. August 1884 in Clinton, Worcester County, Massachusetts; † 27. Januar 1938 in Washington, D.C.) war ein US-amerikanischer Politiker. Zwischen 1933 und 1938 vertrat er den Bundesstaat New Jersey im US-Repräsentantenhaus.

## Werdegang
Edward Kenney besuchte die öffentlichen Schulen seiner Heimat einschließlich der Clinton High School, die er im Jahr 1902 beendete. Danach studierte er bis 1906 am Williams College in Williamstown. Nach einem anschließenden Jurastudium an der New York University und seiner 1908 erfolgten Zulassung als Rechtsanwalt begann er in New York City in diesem Beruf zu arbeiten. Im Jahr 1916 verlegte er seinen Wohnsitz und seine Kanzlei nach Cliffside Park in New Jersey. Während des Ersten Weltkrieges war er im Jahr 1917 Mitglied der juristischen Beratungskommission der Wehrerfassungsbehörde von New Jersey. Von 1919 bis 1923 war er in Cliffside Park als Richter tätig.
In den Jahren 1922 und 1923 war Kenney Vorsitzender der Bebauungskommission von Cliffside Park. 1921 kandidierte er als Unabhängiger erfolglos für das Amt des dortigen Bürgermeisters. In der Folge schloss er sich der Republikanischen Partei an, als deren Mitglied er im Jahr 1923 er ebenso erfolglos das Bürgermeisteramt anstrebte. Zwischen 1925 und 1926 gehörte er dem republikanischen Bezirksvorstand an. Dann wechselte er zur Demokratischen Partei. Im Jahr 1927 bewarb er sich zum dritten Mal erfolglos um das Amt des Bürgermeisters von Cliffside Park.
Bei den Kongresswahlen des Jahres 1932 wurde Kenney als Demokrat im neunten Wahlbezirk von New Jersey in das US-Repräsentantenhaus in Washington, D.C. gewählt, wo er am 4. März 1933 die Nachfolge von Peter Angelo Cavicchia antrat. Nach zwei Wiederwahlen konnte er bis zu seinem Tod am 27. Januar 1938 im Kongress verbleiben. Während dieser Zeit wurden dort die meisten der New-Deal-Gesetze der Bundesregierung unter Präsident Franklin D. Roosevelt verabschiedet. 1933 wurden der 20. und der 21. Verfassungszusatz ratifiziert. Edward Kenney wurde in seinem Geburtsort Clinton beigesetzt.